# Charles Valcke
Charles Valcke (Brandhoek, 18 januari 1906 - Tielt, 19 december 1971) was een Belgisch ondernemer. Hij was stichter van de firma Valcke, een familiebedrijf dat nog steeds in handen is van de familie Valcke.

## Biografie

### Jeugd
Charles Valcke werd geboren op 18 januari 1906 in Brandhoek, te Vlamertinge. Hij was de zoon van Kamiel, een zelfstandig metser. Het gezin bestond verder uit drie broers (André, Arthur en Jozef) en 2 zusters Bertha en Jeanne (later gehuwd met Jozef Hardy uit Elverdinge).
Tijdens de Eerste Wereldoorlog verbleef hij samen met zijn broer Arthur in Zwitserland, elk in een verschillend gastgezin in het dorp Deulemont. Dit naar aanleiding van de ernst van de oorlogssituatie in de Westhoek tussen 1915 en 1919. Het gastgezin van Charles was een kinderloos onderwijzersgezin waar hij perfect Frans leerde spreken.

### Privéleven
In het jaar 1940 kreeg Charles Valcke een zoon Roger Valcke. Deze zoon nam later het bedrijf Valcke Prefab Beton over.

### Sociaal Engagement
Tijdens de Tweede Wereldoorlog dienden de boeren die klant waren bij de firma telkens een deel van de factuur te betalen in broden zodat zijn werknemers voldoende voedsel hadden.

### Overlijden
Charles Valcke overleed op 19 december 1971 te Tielt. Hij was 65 jaar oud. Zijn zoon Roger Valcke nam na zijn dood de firma over. Hij blijft in de herinnering als een eenvoudig man, correct en sociaal rechtvaardig. 

## Ondernemerschap
Als jongeman bouwde hij mee aan landbouwconstructies.Op een bepaald moment vroegen de landbouwers of hij ook kippenhokken kon komen bouwen op de hoeve, in betonnen platen en staken. Deze onderneming is zodanig succesvol dat Charles Valcke in 1935, op 24-jarige leeftijd, ‘Charles Valcke – Hosdez’ opricht. Deze zaak groeide snel uit tot een volwaardig bouwbedrijf dat nu nog steeds bestaat onder de naam Valcke Prefab Beton nv. Het bedrijf is de grootste werkgever van Vlamertinge met bijna 400 werknemers. 

## Charles Valcke Plein
Op 4 oktober 2003 werd het Charles Valcke Plein ingehuldigd in Vlamertinge. Ter ere van de stichter van Valcke Prefab Beton nv werd een monument onthuld in beton op dit plein dat het oorspronkelijke logo van de firma afbeeldt. Op de plechtigheid waren alle huidige en gepensioneerde werknemers van de firma uitgenodigd.